# NGC 5180
NGC 5180 (również PGC 47352 lub UGC 8479) – galaktyka soczewkowata (S0), znajdująca się w gwiazdozbiorze Warkocza Bereniki. Odkrył ją William Herschel 21 marca 1784 roku.